# Agobardus fimbriatus
Agobardus fimbriatus är en spindelart som beskrevs av Bryant 1940. Agobardus fimbriatus ingår i släktet Agobardus och familjen hoppspindlar. Inga underarter finns listade i Catalogue of Life.